# 小野寺暖
小野寺 暖（おのでら だん、1998年3月17日 - ）は、奈良県奈良市出身のプロ野球選手（外野手）。右投右打。阪神タイガース所属。

## 経歴

### プロ入り前
奈良市立左京小学校の2年時に「奈良リトル」で硬式野球を始めると、奈良市立平城東中学校在学中には「南都ボーイズ」へ所属していた。以上の球歴は西岡剛と同じ(西岡は郡山リトルシニア)で、小学2年時に西岡と会ったことをきっかけで、プロ（NPB）入りを目指すようになったという。
京都翔英高校への進学後に硬式野球部へ入ると、1年時の秋から正左翼手に定着し、在学中は対外試合で通算20本塁打を放ったが、春夏とも甲子園球場での全国大会とは無縁であった。硬式野球部での1学年後輩に、石原彪や山本祐大がいる。
大阪商業大学への進学後は、2年時の秋から関西六大学野球のリーグ戦に出場すると、在学中に5本塁打を記録。主軸に定着した3年の春季リーグ戦では歴代2位の18打点でMVP、4年時の春季には打率.500で首位打者とMVPのタイトルを獲得した。いずれのシーズンもチームが優勝し、全日本大学野球選手権大会に2度出場。2学年先輩に日下部光、1学年先輩に太田光と滝野要、同級生に橋本侑樹と大西広樹がいる。
2019年のNPB育成ドラフト会議1巡目で、阪神タイガースから指名。支度金200万円、年俸300万円（金額は推定）という条件で、育成選手として入団した。背番号は127。なお、指名後には明治神宮大会で東海大札幌キャンパスとの1回戦に出場。「3番・中堅手」としてスタメンに起用されたが、4打数ノーヒットで、チームも初戦敗退を喫した。

### プロ入り後
2020年には、春季二軍キャンプで本職の外野に加えて、一塁や三塁の守備を練習。キャンプ中からの好調な打撃を買われて、3月15日にオリックス・バファローズとのオープン戦で「9番・右翼手」としてスタメンに起用されると、田嶋大樹から二塁打を放った。新型コロナウイルスへの感染拡大に伴うレギュラーシーズン開幕の延期を経て、開幕直前（6月上旬）の練習試合で一軍へ再び招集されたが、開幕後は二軍生活に終始。年内の支配下選手登録も見送られた。ウエスタン・リーグの公式戦では、44試合の出場で打率.233を記録。公式戦初本塁打は持ち越されたものの、30試合で外野、14試合で一塁、7試合で三塁を守った。シーズン終了後のフェニックスリーグでは、主に一塁手として起用。横浜DeNAベイスターズとの試合では、宮城滝太からプロ入り後の対外試合で初めてとなる本塁打を放った。
2021年には、育成選手から鈴木翔太（前年まで支配下登録選手として中日ドラゴンズに在籍）と共に、春季キャンプを一軍で過ごした。キャンプ中の2月7日に組まれた紅白戦で「7番・一塁手」としてスタメンに起用されると、この年の実戦におけるチーム第1号本塁打を記録。その後も打撃が好調で、キャンプを終えてからも、オープン戦の途中まで一軍に帯同していた。保有する支配下登録選手の総数が上限（70名）に近いチーム事情などとの兼ね合いで、レギュラーシーズンの開幕を支配下登録選手として一軍で迎えるまでには至らなかったが、ウエスタン・リーグの公式戦では開幕からクリーンアップの一角に定着。4月上旬までに9試合連続安打や公式戦初本塁打を記録したほか、一時はリーグの打率トップにも立っていた。4月18日に、契約金1000万円、年俸420万円（金額は推定）という条件で支配下選手契約を締結するとともに、背番号を97に変更。一軍が横浜DeNAベイスターズとのデーゲーム（阪神甲子園球場）を控えていた4月24日に、試合前の練習で北條史也が負傷したことを受けて出場選手登録、同カードの6回表に中堅の守備で一軍公式戦へのデビューを相次いで果たした。4月30日に登録をいったん抹消。抹消後にウエスタン・リーグの打率1位へ返り咲いたことを受けて、セ・パ交流戦終盤の6月8日から一軍へ復帰した。同日から札幌ドームで開催された北海道日本ハムファイターズとの3連戦では、9日の第2戦に「7番・左翼手」としてスタメンデビュー。10日の第3戦でも同じ打順・ポジションでスタメンに起用されると、5回表の第2打席で一軍公式戦初安打を放った。前半戦終了後の7月15日のフレッシュオールスターゲーム（松山坊っちゃんスタジアム）では、ウエスタン・リーグ選抜チームの最年長選手（「3番・指名打者」）として4打数2安打1打点を記録した。結局、同リーグの公式戦では、75試合の出場で規定打席に到達。打率.315で首位打者、出塁率.391で最高出塁率のタイトルを獲得するほどの活躍で、二軍にとって3年ぶりのリーグ優勝達成に大きく貢献した。一軍の公式戦でも、新人ながら開幕から正右翼手に抜擢されていた佐藤輝明がシーズンの後半に極度の打撃不振へ陥ってからは、左の長距離打者である佐藤に代わってスタメンに起用される機会が増加。シーズン通算で5度目の一軍昇格を果たしたばかりの9月30日には、甲子園球場での対広島東洋カープ戦4回裏の打席で、一軍公式戦における初本塁打を玉村昇悟からバックスクリーンの左側へ放った。育成ドラフト会議での指名を経て阪神に入団した選手が、支配下選手登録を経て一軍の公式戦で本塁打を放った事例は、この打席での小野寺が初めてである。
2022年、プロ入り後初となる開幕一軍の座を掴んだ。その後4月9日に二軍に降格したが、その日の二軍戦で本塁打を放ち、二軍監督の平田勝男からも「チャンスがある」と早期の一軍復帰を示唆された。その後同19日に木浪聖也と入れ替わる形で一軍に再昇格。4月21日の対横浜戦（横浜スタジアム）では4回に代打として出場し、プロ入り後初となる満塁本塁打を放った。6月5日の北海道日本ハムファイターズ戦では、5-3で迎えた8回裏二死満塁の場面で、元阪神の谷川昌希から走者一掃の3点適時三塁打を放ち、8-3の勝利に貢献した。オフの11月18日に170万円アップとなる推定年俸820万円で契約を更改した。12月16日、背番号を60に変更することが発表された。
2023年は打率.347と好成績を残しながらもシェルドン・ノイジー、近本光司、森下翔太らで外野が固定され、主に代打や守備固めとしてリーグ優勝、日本一に貢献した。不調の佐藤輝明に代わって三塁でのスタメンも経験した。11月21日、880万円増となる推定年俸1700万円で契約を更改した。
2024年は開幕を一軍で迎え、開幕3戦目で安打を放つも、その後は低迷し二軍降格。6月19日の二軍戦で左手首の靱帯を損傷していたことが判明した。その後はリハビリに専念し、7月11日にはキャッチボールを再開。8月21日には再度一軍昇格を果たした。最終的には25試合の出場にとどまり、オフに200万円減の推定年俸1500万円で契約を更改した。

## 選手としての特徴
長打力が持ち味の右打者で、リストの強さを生かして強い打球を放つことが特徴。阪神への入団2年目に春季一軍キャンプで主砲の大山悠輔からもらったバットとの相性が良いことから、似た形のバットを注文したうえで使い始めたところ、甘いコースに入った速球を逃さずに打ち返せるようになったという。
手動計測ながら50m走で6秒2を記録したほどの俊足と、遠投で110mを記録したほどの強肩の持ち主。守備の本職は外野だが、阪神への入団後は、出場機会を増やす目的で一塁や三塁の守備にも取り組んでいることから、ユーティリティープレイヤーとして頭角を現している。2022年には、二軍で新型コロナウイルス感染が拡大し選手が大量離脱したため、プロ入り後始めて遊撃手として起用された。

## 人物
- 「暖」（だん）という名前には、「心の暖かい人間に育ってほしい」という実母の願いが込められている[48]。阪神への入団後は、この名前にちなんで、FIELD OF VIEWの「DAN DAN 心魅かれてく」を登場曲として使用。入団1年目の2020年には、一軍監督の矢野燿大から「暖って良い名前やん。登録名も暖にしたらいいのにな」との提案を受けた。実際には、苗字を含めた本名（小野寺暖）を登録名に使用。本人も支配下選手登録を果たした折に登録名を暖に変える意向を示していた[48]が、実際には登録後も変更していない。

- 家庭の事情で、中学生・高校生時代には、実母に女手一つで育てられていた。大阪商業大学への進学後は奨学金で学費を賄っていた[5][6]が、硬式野球部で1年時に対外試合の登録メンバーから外れた時には、「このまま中途半端に野球を続けても、母に迷惑をかける」として退部も考えたという[6]。

- 大学4年時に臨んだNPBドラフト会議では、支配下登録選手扱いでの指名を希望していた。実際には、同級生の橋本が中日ドラゴンズ、大西が東京ヤクルトスワローズから支配下登録選手扱いで2巡目に指名されたのに対して、自身は育成選手扱いで指名を受けたため、指名の直後には「育成と支配下では全然違う」と涙ながらに語っていた。前述したように母子家庭で育ったことを背景に、このような反応を「悔し涙」として入団に消極的であるかのように報じたメディアも散見された[5][6][49]が、本人は後の取材で「（指名に安堵したことによる）嬉し涙」だったことを明言[50]。「支配下登録を必ず果たして、一軍のレギュラー選手として母親を楽にさせたい」との抱負も述べていた[5]。結局、入団2年目の母の日（5月9日）を前に、育成選手契約から支配下選手契約へ移行。移行を機に球団から支給された契約金（1000万円）の一部を、母の日のプレゼント（時計）に充てた[46]。

- 阪神への入団後は、チーム内でムードメーカーの一面も発揮。育成選手ながら最初から最後まで帯同した2021年の春季一軍キャンプでは、紅白戦でのチーム第1号本塁打に続いて、キャンプ終盤の2月27日に組まれた中日ドラゴンズとの練習試合でも本塁打を放った[51]。矢野が「勇気のある新聞社は（小野寺を）1面で扱ってあげてよ」と呼び掛けたところ、この呼び掛けに続いて「（たぶん1面で取り上げ）ないやろ」と名指しされた日刊スポーツが、翌2月28日の大阪本社発行版の1面に小野寺の記事を大見出し付きで掲載した[52]。

- 2021年冬、地元の奈良県内で開催された｢プロ野球・奈良県人会｣による野球教室に参加した小野寺は、席上で横浜DeNAベイスターズ監督三浦大輔から｢打たんかったら育成に落とすぞ！｣と檄を飛ばされ、更に｢DeNA戦だけは打たないでくれ｣と諭された[53]。その後前述の通り2022年4月21日のDeNA戦で代打逆転満塁本塁打を放ち、三浦に「恩返し」を果たしたものの、チームはその後逆転を許し、6回降雨コールドで5-7で敗れた。

## 詳細情報

### 年度別打撃成績
| 年 度     | 球 団     | 試 合 | 打 席 | 打 数 | 得 点 | 安 打 | 二 塁 打 | 三 塁 打 | 本 塁 打 | 塁 打 | 打 点 | 盗 塁 | 盗 塁 死 | 犠 打 | 犠 飛 | 四 球 | 敬 遠 | 死 球 | 三 振 | 併 殺 打 | 打 率 | 出 塁 率 | 長 打 率 | O P S |
| --------- | --------- | ----- | ----- | ----- | ----- | ----- | -------- | -------- | -------- | ----- | ----- | ----- | -------- | ----- | ----- | ----- | ----- | ----- | ----- | -------- | ----- | -------- | -------- | ----- |
| 2021      | 阪神      | 34    | 73    | 67    | 7     | 12    | 2        | 0        | 1        | 17    | 2     | 0     | 0        | 0     | 0     | 5     | 0     | 1     | 19    | 2        | .179  | .247     | .254     | .500  |
| 2022      | 阪神      | 32    | 45    | 44    | 3     | 6     | 1        | 1        | 1        | 12    | 7     | 0     | 0        | 0     | 0     | 1     | 0     | 0     | 12    | 3        | .136  | .156     | .273     | .428  |
| 2023      | 阪神      | 43    | 83    | 75    | 8     | 26    | 2        | 2        | 0        | 32    | 11    | 0     | 0        | 1     | 0     | 7     | 0     | 0     | 12    | 0        | .347  | .402     | .427     | .829  |
| 2024      | 阪神      | 25    | 29    | 27    | 3     | 4     | 0        | 1        | 0        | 6     | 0     | 0     | 0        | 1     | 0     | 0     | 0     | 0     | 10    | 0        | .148  | .179     | .222     | .401  |
| 通算：4年 | 通算：4年 | 134   | 230   | 213   | 21    | 48    | 5        | 4        | 2        | 67    | 20    | 0     | 0        | 2     | 0     | 13    | 0     | 2     | 53    | 5        | .225  | .276     | .315     | .591  |

- 2024年度シーズン終了時

### 年度別守備成績
内野守備
| 年 度 | 球 団 | 一塁  | 一塁  | 一塁  | 一塁  | 一塁  | 一塁     | 三塁  | 三塁  | 三塁  | 三塁  | 三塁  | 三塁     |
| 年 度 | 球 団 | 試 合 | 刺 殺 | 補 殺 | 失 策 | 併 殺 | 守 備 率 | 試 合 | 刺 殺 | 補 殺 | 失 策 | 併 殺 | 守 備 率 |
| ----- | ----- | ----- | ----- | ----- | ----- | ----- | -------- | ----- | ----- | ----- | ----- | ----- | -------- |
| 2023  | 阪神  | -     | -     | -     | -     | -     | -        | 2     | 0     | 1     | 1     | 0     | .500     |
| 2024  | 阪神  | 1     | 4     | 0     | 0     | 0     | 1.000    | -     | -     | -     | -     | -     | -        |
| 通算  | 通算  | 1     | 4     | 0     | 0     | 0     | 1.000    | 2     | 0     | 1     | 1     | 0     | .500     |

外野守備
| 年 度 | 球 団 | 外野  | 外野  | 外野  | 外野  | 外野  | 外野     |
| 年 度 | 球 団 | 試 合 | 刺 殺 | 補 殺 | 失 策 | 併 殺 | 守 備 率 |
| ----- | ----- | ----- | ----- | ----- | ----- | ----- | -------- |
| 2021  | 阪神  | 27    | 29    | 0     | 0     | 0     | 1.000    |
| 2022  | 阪神  | 22    | 16    | 0     | 0     | 0     | 1.000    |
| 2023  | 阪神  | 31    | 26    | 1     | 0     | 0     | 1.000    |
| 2024  | 阪神  | 9     | 4     | 1     | 0     | 0     | 1.000    |
| 通算  | 通算  | 89    | 75    | 2     | 0     | 0     | 1.000    |

- 2024年度シーズン終了時

### 記録
- 初出場：2021年4月24日、対横浜DeNAベイスターズ5回戦（阪神甲子園球場）、6回表から中堅手として出場
- 初打席：同上、7回裏にケビン・シャッケルフォードから空振三振
- 初先発出場：2021年6月9日、対北海道日本ハムファイターズ2回戦（札幌ドーム）、「7番・左翼手」で先発出場
- 初安打：2021年6月10日、対北海道日本ハムファイターズ3回戦（札幌ドーム）、5回表にロビー・アーリンから中前安打
- 初打点：2021年9月9日、対東京ヤクルトスワローズ18回戦（阪神甲子園球場）、4回裏に高橋奎二から左前適時打
- 初本塁打：2021年9月30日、対広島東洋カープ21回戦（阪神甲子園球場）、4回裏に玉村昇悟から中越ソロ

### 背番号
- 127（2020年[9] - 2021年4月18日）
- 97（2021年4月19日[21] - 2022年）
- 60（2023年[37] - ）